# Brattfors landskommun
Brattfors landskommun var en tidigare kommun i Värmlands län.

## Administrativ historik
När 1862 års kommunalförordningar trädde i kraft inrättades i Brattfors socken i Färnebo härad i Värmland då denna kommun.
Vid kommunreformen 1952 uppgick denna kommun i Värmlandsbergs landskommun, som 1971 uppgick i Filipstads kommun.

## Politik

### Mandatfördelning i Brattfors landskommun 1938-1946
| 11 | 4 |

| 15 |

| 1 | 9 | 5 |

| 15 |

| 3 | 8 | 4 |

| 15 |